# Live in L.A. 1991
Live in L.A. 1991 ist ein Musikalbum der Londoner Punkband 999. Die CD erschien im Jahr 1991 in den Vereinigten Staaten (USA) bei Triple X Records.

## Musikstil und Liedauswahl
Auf dem Album bieten 999 klassischen Punkrock dar. Das Album versammelt Stücke ihrer frühen LPs, die zu den Klassikern des frühen englischen Punkrocks gezählt werden, u. a. vom ersten selbstbetitelten 999-Album (1978), von „Separates“ (1978), „The biggest Prize in Sport“ (1979), außerdem von den frühen Singles „I'm alive“, „Nasty nasty“, „Feelin' alright with the crew“ (1978) und „Emergency“ (1978), und schließlich auch neuere Kompositionen von den 1980er-Jahre-LP-Veröffentlichungen „Concrete“ (1981) und „Lust Power and Money“ (1987).

## Entstehungsgeschichte
Aufgenommen wurde das Live-Album bei einem Konzert der Gruppe in Los Angeles von Bob Wartinbee, produziert, bearbeitet und abgemischt von Mark Linett.
Die künstlerische Leitung für das Album-Layout hatte Steve Martinez inne. Die Fotografien schossen Ed Colver und Shark. Ron Ynzunza war mit der Bildbearbeitung betraut worden.

## Titelliste
1. Lust, power and money [live] – 2:34 [Original auf dem Album „Lust Power and Money“ (1987)]
2. Hit me [live] – 3:02 [Original auf dem Album „[Selftitled]“ (1978)]
3. Inside out [live] – 2:11 [Original auf dem Album „The biggest Prize in Sport“ (1979)]
4. (Feelin' alright) crew [live] – 3:49 [Original auf der Single „Feelin' alright with the Crew“ (1978)]
5. White trash [live] – 2:41 [Original auf dem Album „Lust Power and Money“ (1987)]
6. Hollywood [live] – 2:35 [Original auf dem Album „The biggest Prize in Sport“ (1979)]
7. Titanic reaction [live] – 3:03 [Original auf dem Album „[Selftitled]“ (1978)]
8. Boys in the gang [live] – 2:59 [Original auf dem Album „The biggest Prize in Sport“ (1979)]
9. Little red riding hood [live] – 2:47 [Original auf dem Album „Concrete“ (1981)]
10. Don't you know I need you [live] – 2:49 [Original auf dem Album „Concrete“ (1981)]
11. Let's face it [live] – 4:08 [Original auf dem Album „Separates“ (1978)]
12. Emergency [live] – 2:39 [Original auf der Single „Emergency“ (1978)]
13. English wipe out [live] – 3:40 [Original auf dem Album „The biggest Prize in Sport“ (1979)]
14. Nasty nasty [live] – 2:28 [Original auf der Single „Nasty nasty“ (1977)]
15. Homicide [live] – 4:22 [Original auf dem Album „Separates“ (1978)]
16. My street stinks [live] – 1:46 [Original auf der Single „Emergency“ (1978)]
17. I'm alive [live] – 2:34 [Original auf der Single „I'm alive“ (1977)]
18. Boiler [live] – 4:30 [Original auf dem Album „The biggest Prize in Sport“ (1979)]

## Veröffentlichungen
Das Album erschien bei Triple X Records in den USA.